# Букеровская премия
Бу́керовская пре́мия (англ. The Booker Prize) — одна из самых престижных наград в мире английской литературы. До 2013 года присуждалась автору, проживающему в одной из стран Содружества наций, Ирландии или Зимбабве, за роман, написанный на английском языке. С сезона 2014 года премия вручается за роман, написанный на английском, вне зависимости от гражданства автора.
Победитель получает 50 тысяч фунтов стерлингов (до 2002 года — 21 тысячу). Впервые вручение награды состоялось в 1969 году. До 2002 года премию спонсировала пищевая британская компания Booker, McConnell Ltd, отсюда и название премии. В 2002—2019 годах спонсором Букеровской премии выступала компания Man Group, тогда премия носила название The Man Booker Prize. С 2019 года спонсором выступает благотворительная организация из США Crankstart.
С 2005 года вручается также Международная Букеровская премия за романы, переведённые на английский и «доступные в широкой продаже» ().

## История премии
Премия была учреждена в 1968 году, первое вручение состоялось в 1969 году и с тех пор осуществляется ежегодно. Премия получила название от названия спонсора, которым выступила британская торговая компания Booker, McConnell Ltd. Лауреат получал 5 000£, с 1978 года сумма возросла до 10 000£, а затем до 15 000£ и 20 000£. В 1986 году компанию-спонсора переименовали в Booker plc, а название премии сократили до Booker.
В 2002 года спонсором премии стала британская инвестиционная компания Man Group и премию переименовали в The Man Booker Prize. Размер премии увеличился до 50 000£, а каждый из авторов, вошедших в шорт-лист, получал 2 500£ . В начале 2019 года компания сообщила, что 2019 год будет последним под её спонсорством.
С лета 2019 года финансовую поддержку премии оказывает благотворительный фонд Crankstart. Спонсирование премии будет осуществляться в течение пяти лет с возможностью продления ещё на пять.
До 2013 года премия присуждалась гражданину одной из стран Содружества наций, Ирландии или Зимбабве. В 2014 году это ограничение было отменено и премию стали вручать за роман, написанный на английском языке независимо от гражданства автора.
В 1991 году по инициативе Британского совета компания Booker plc учредила премию «Русский Букер» для книг на русском языке. Первое вручение состоялось в 1992 году. 19 сентября 2019 года Правление фонда «Русский Букер» и Комитет премии «Русский Букер» официально заявили о закрытии премии.
В 2005 году была учреждена Международная Букеровская премия. Она присуждается за книгу, переведенную на английский язык и опубликованную в Великобритании или Ирландии в течение последнего года.

## Премия
Присуждение премии происходит по следующей схеме. Сначала ежегодно обновляемый консультативный комитет, в который входят два издателя и по одному представителю от писателей, литературных агентов, книготорговцев, библиотек и Фонда Букеровской премии, формирует список из примерно ста книг. Тем же комитетом утверждается жюри из пяти человек, членами которого, как правило, становятся ведущие литературные критики и писатели, уважаемые представители науки, знаковые общественные фигуры. В августе жюри оглашает длинный список (long list), включающий 12—13 названий, а затем в сентябре из лонг-листа формируется шесть участников короткого списка (short list) премии. Победитель Букеровской премии объявляется в октябре на специальной церемонии.
Пять обладателей Букеровской премии — Уильям Голдинг, Надин Гордимер, В. С. Найпол, Дж. М. Кутзее, Кадзуо Исигуро — стали впоследствии лауреатами Нобелевской премии по литературе. В 1999 году Дж. М. Кутзее оказался первым писателем, сумевшим дважды завоевать Букеровскую премию. Через два года это достижение повторил австралийский автор Питер Кэри. Хилари Мэнтел получила две Букеровских премии за 4 года (2009 и 2012). Лидерство по числу попаданий в короткий список принадлежит британской писательнице Айрис Мёрдок, её романы шесть раз становились финалистами Букеровской премии.
Рут Правер Джхабвала — единственный человек в мире, получивший Букеровскую премию (1975) и премию «Оскар» (дважды за лучший адаптированный сценарий: 1987, 1993).

## Лауреаты
- 1969 —  Перси Ховард Ньюби, «За это придётся ответить[англ.]»
- 1970 —  Бернис Рубенс, «Избранный член[англ.]»
- 1971 —   В. С. Найпол, «В свободном государстве[англ.]»
- 1972 —  Джон Бёрджер, «G[англ.]»
- 1973 —   Дж. Г. Фаррел, «Осада Кришнапура[англ.]»
- 1974 —  Надин Гордимер, «Хранитель[англ.]»;  Стэнли Миддлтон, «Отпуск[англ.]»
- 1975 —   Рут Правер Джабвала, «Жара и пыль[англ.]»
- 1976 —  Дэвид Стори, «Сэвилл[англ.]»
- 1977 —  Пол Скотт, «Остаться до конца[англ.]»
- 1978 —   Айрис Мёрдок, «Море, море»
- 1979 —  Пенелопа Фицджеральд, «В открытом море[англ.]»
- 1980 —  Уильям Голдинг, «Ритуалы плавания»
- 1981 —  Салман Рушди, «Дети полуночи»
- 1982 —  Томас Кенилли, «Ковчег Шиндлера[англ.]»
- 1983 —  Дж. М. Кутзее, «Жизнь и время Михаэла К.[англ.]»
- 1984 —  Анита Брукнер, «Отель „У озера“[англ.]»
- 1985 —  Кери Хьюм, «Люди-скелеты[англ.]»
- 1986 —  Кингсли Эмис, «Старые черти[англ.]»
- 1987 —  Пенелопа Лайвли, «Лунный тигр[англ.]»
- 1988 —  Питер Кэри, «Оскар и Люсинда[англ.]»
- 1989 —  Кадзуо Исигуро, «Остаток дня»
- 1990 —  Антония Байетт, «Обладать»
- 1991 —  Бен Окри, «Голодная дорога[англ.]»
- 1992 —  Майкл Ондатже, «Английский пациент»,  Барри Ансуорт, «Священный голод[англ.]»
- 1993 —  Родди Дойл, «Пэдди Кларк ха-ха-ха[англ.]»
- 1994 —  Джеймс Келман, «До чего ж оно всё запоздало»
- 1995 —  Пэт Баркер, «Дорога призраков[англ.]»
- 1996 —  Грэм Свифт, «Последние распоряжения[англ.]»
- 1997 —  Арундати Рой, «Бог мелочей»
- 1998 —  Иэн Макьюэн, «Амстердам»
- 1999 —  Дж. М. Кутзее (2), «Бесчестье»
- 2000 —  Маргарет Этвуд, «Слепой убийца»
- 2001 —  Питер Кэри (2), «Истинная история шайки Келли[англ.]»
- 2002 —  Янн Мартел, «Жизнь Пи»
- 2003 —  Ди Би Си Пьер, «Вернон Господи Литтл[англ.]»
- 2004 —  Алан Холлингхёрст, «Линия красоты»
- 2005 —  Джон Бэнвилл, «Море»
- 2006 —  Киран Десаи, «Наследство разорённых»
- 2007 —  Энн Энрайт, «Все в сборе[англ.]»
- 2008 —  Аравинд Адига, «Белый тигр»
- 2009 —  Хилари Мэнтел, «Вулфхолл»[8]
- 2010 —  Говард Джейкобсон, «Вопрос Финклера[англ.]»
- 2011 —  Джулиан Барнс, «Предчувствие конца»
- 2012 —  Хилари Мэнтел (2), «Введите обвиняемых»
- 2013 —  Элеонора Каттон, «Светила»
- 2014 —  Ричард Флэнаган, «Узкая дорога на дальний север[англ.]»
- 2015 —  Марлон Джеймс, «Краткая история семи убийств»
- 2016 —  Пол Битти, «Продажная тварь[англ.]»
- 2017 —  Джордж Сондерс, «Линкольн в бардо»
- 2018 —  Анна Бёрнс, «Молочник[англ.]»
- 2019 —  Маргарет Этвуд (2), «Заветы»;  Бернардин Эваристо, «Девушка, женщина, иная»
- 2020 —  Дуглас Стюарт, «Шагги Бейн»
- 2021 —  Дэймон Галгут, «Обещание»
- 2022 —  Шехан Карунатилака, «Семь лун Маали Алмейды»
- 2023 —  Пол Линч, «Песнь пророка»
- 2024 —  Саманта Харви, «Орбита»

## «Букер Букеров»
Летом 2008 года в ознаменование сорокалетней годовщины Букеровской премии было решено вручить специальный приз «Букер Букеров» (Booker of Bookers). Победитель определялся читательским интернет-голосованием. Из всех романов, когда-либо удостоенных премии, любителям литературы предложили назвать лучший. Призёром стала книга Салмана Рушди «Дети полуночи». Романы «Бесчестье» Дж. М. Кутзее и «Оскар и Люсинда» Питера Кэри заняли второе и третье места соответственно.
Аналогичная награда вручалась и в 1993 году в честь двадцатипятилетия Букеровской премии. Тогда, как и пятнадцать лет спустя, победителем оказался Салман Рушди с романом «Дети полуночи».
В 2018 году роман «Английский пациент» канадского писателя Майкла Ондатже, удостоившийся Букеровской премии в 1992 году, был признан читателями лучшим романом из букеровского списка за 50 лет, в связи с чем ему была присуждена специальная премия «Золотой Букер», приуроченная к 50-летию само́й награды.

## Азиатский Букер
Премия «Азиатский Букер» (англ. The Man Asian Literary Prize) вручалась с 2007 по 2012 год писателям из стран Азии, чьи произведения были переведены или созданы на английском языке в течение предыдущего календарного года. Премия составляет 30 тысяч долларов.
Лауреаты:
- 2007 —  Цзян Жун, «Волчий тотем[англ.]»
- 2008 —  Мигель Сихуко[англ.], «Просвещённые»
- 2009 —  Су Тун, «Лодка к искуплению»
- 2010 —  Би Фэйюй, «Три сестры»
- 2011 —  Син Кёнсук, «Пожалуйста, позаботься о маме[англ.]»
- 2012 —  Тан Тван Энг, «Сад вечерних туманов[англ.]»